# Kvitbjørn
Kvitbjørn — введене в експлуатацію у 2016 році норвезьке вантажне судно, яке суміщує в собі характеристики різних типів. Призначене для перевезення контейнерів, трейлерів (тип ConRo — контейнеровоз + ролкер), генеральних вантажів, при цьому на окремих палубах може забезпечуватись спеціальний температурний режим (рефрижераторне судно).
Споруджене в межах концепції Cargo Ferry, яка розроблена  для конкуренції за вантажі, що перевозяться автомобільним транспортом у приморських регіонах на відстань до кількох сотень кілометрів. Використання Kvitbjørn та однотипного Kvitnos, отриманого на кілька місяців пізніше, планується для рейсів між норвезькими портами, а також у Куксгафен (Німеччина, Нижня Саксонія) та Емсгафен (Нідерланди).
Судно збудоване у 2015 році на китайській верфі Tsuji Heavy Industries на замовлення компанії Nor Lines. Воно може брати на борт 110/140 контейнерів (40/45-футових), завантаження яких здійснюється власним краном підйомністю до 80 тон (судно типу LoLo). Через вантажну рампу та елеватор здійснюється прийм до 200 трейлерів. Із чотирьох палуб судна дві нижні можуть забезпечувати спеціальний температурний режим та мають 25 точок підключення для рефрижераторів. Бічні двері призначені для прийому генеральних вантажів.
Ще однією важливою особливістю судна стала його енергетична установка, обладнана двигуном Rolls-Royce Bergen B35:40, який споживає зріджений природний газ. Це дозволяє забезпечити високі екологічні стандарти та суттєво знизити викиди шкідливих речовин (сполук сірки, оксидів азоту та діоксиду вуглецю). Судна такого типу почали з'являтись на початку 21 століття, проте більшість з них зберігала можливість використання традиційних нафтопродуктів. Тоді як Kvitbjørn оснастили однопаливним двигуном, що потребувало точного прорахунку маршруту його перегонки з верфі на Далекому Сході через Сінгапур, Кочі (Індія) та Картагену (Іспанія), де була можливість провести бункерування на місцевих ЗПГ-терміналах.
Вартість судна склала 65 млн доларів США.